# Козла
Козла — река в России, протекает в Усть-Кубинском районе Вологодской области. Устье реки находится в 45 км по правому берегу реки Кубена. Длина реки составляет 12 км.
Исток Козлы в 22 км к юго-западу от Харовска. Все течение реки проходит по ненаселённому заболоченному лесу. Генеральное направление течения — юго-восток. Крупных притоков нет. При впадении Козлы в Кубену стоит нежилая деревня Дмитриево.

## Данные водного реестра
По данным государственного водного реестра России относится к Двинско-Печорскому бассейновому округу, водохозяйственный участок реки — озеро Кубенское и реки Сухона от истока до Кубенского гидроузла, речной подбассейн реки — Сухона. Речной бассейн реки — Северная Двина.
По данным геоинформационной системы водохозяйственного районирования территории РФ, подготовленной Федеральным агентством водных ресурсов:
- Код водного объекта в государственном водном реестре — 03020100112103000006143
- Код по гидрологической изученности (ГИ) — 103000614
- Код бассейна — 03.02.01.001
- Номер тома по ГИ — 03
- Выпуск по ГИ — 0